# Строево (Вологодская область)
Строево — деревня в Грязовецком районе Вологодской области на реке Вохтожка.
Входит в состав Вохтожского муниципального образования, с точки зрения административно-территориального деления — в Вохтогский сельсовет.
Расстояние по автодороге до районного центра Грязовца — 61,5 км, до центра муниципального образования Вохтоги — 4 км. Ближайшие населённые пункты — Михалково, Нижняя Пустынь, Аксеново, Чухарица.
По переписи 2002 года население — 27 человек (12 мужчин, 15 женщин). Всё население — русские.